# Schloss Großharras
Das Schloss Großharras steht im Norden des Ortes in der Marktgemeinde Großharras im Bezirk Mistelbach in Niederösterreich.

## Beschreibung
Der zweigeschoßige breitgelagerte Vierkanter mit Innenhof und Walmdächern steht von drei Straßen abgesetzt in einem kleinen Park. Der Bau aus dem 17. Jahrhundert wurde später stark verändert. Die Westseite zeigt Ortsteine. Es gibt ein Rundbogentor und darüber eine dreiachsige Loggia auf Pfeilern. Das zweite Geschoß zeigt Fensterverdachungen auf Volutenkonsolen.